# Hippolyte della Faille d'Huysse
Hippolyte Louis Théodore Ghislain Gaëtan della Faille d'Huysse (Gent, 17 november 1798 - 28 februari 1875) was een Belgisch katholiek politicus.

## Levensloop
Baron Hippolyte della Faille was een zoon van senator François della Faille d'Huysse en van Marie de Rockolfing de Nazareth. Hij was een broer van  volksvertegenwoordiger Adolphe della Faille d'Huysse. Hij trouwde in 1840 met Pelagie de Kerchove d'Ousselghem (1807-1902). Het echtpaar bleef kinderloos. Net als zijn drie broers verkreeg hij in 1843 uitbreiding van de baronstitel voor al zijn nakomelingen.
Hij begon in het openbaar leven in 1826 als medestichter van het dagblad Le Catholique des Pays-Bas. Later was hij ook medestichter van Le Bien Public en werd door de bisschop van Gent aangesteld als mentor van de redactie. Beide kranten werden in Gent uitgegeven. Hij werkte ook mee aan de Revue Générale in Brussel.
Hij werd ambtenaar, directeur op het Ministerie van Binnenlandse Zaken voor de afdeling erediensten, onderwijs, wetenschappen en letteren, schone kunsten, gezondheidsdienst (1835-1840). Hij had voordien reeds in de Kamer van volksvertegenwoordigers gezeteld van 1831 tot 1835, voor het arrondissement Oudenaarde. Tijdens deze periode was hij tevens secretaris van de Kamer van volksvertegenwoordigers. Hij vertrok op hetzelfde ogenblik uit het parlement als zijn broer Adolphe en een paar weken nadat hun vader overleden was en hierdoor uit de Senaat was verdwenen. In 1840 werd hij opnieuw in het parlement verkozen, ditmaal als senator voor het arrondissement Mechelen en dit tot in 1848. In 1851 werd hij opnieuw tot senator verkozen, ditmaal voor het arrondissement Aalst en hij vervulde dit mandaat tot in juni 1874. In totaal zetelde hij 35 jaar in het parlement.
Van 1854 tot aan zijn dood was hij burgemeester van Lede. Hij was ook secretaris van het Werk van de Sint-Pieterspenning.